# Carpentersville
Carpentersville és una població dels Estats Units a l'estat d'Illinois. Segons el cens del 2000 tenia 30.586 habitants.

## Demografia
Segons el cens del 2000, Carpentersville tenia 30.586 habitants, 8.872 habitatges, i 7.239 famílies. La densitat de població era de 1.585,1 habitants/km².
Dels 8.872 habitatges en un 48,6% hi vivien nens de menys de 18 anys, en un 63,1% hi vivien parelles casades, en un 11,5% dones solteres, i en un 18,4% no eren unitats familiars. En el 13,9% dels habitatges hi vivien persones soles el 3,9% de les quals corresponia a persones de 65 anys o més que vivien soles. El nombre mitjà de persones vivint en cada habitatge era de 3,45 i el nombre mitjà de persones que vivien en cada família era de 3,77.
Per edats la població es repartia de la següent manera: un 33,2% tenia menys de 18 anys, un 10,9% entre 18 i 24, un 35,4% entre 25 i 44, un 15,3% de 45 a 60 i un 5,3% 65 anys o més.
L'edat mediana era de 28 anys. Per cada 100 dones de 18 o més anys hi havia 106,2 homes.
La renda mediana per habitatge era de 54.526 $ i la renda mediana per família de 55.921 $. Els homes tenien una renda mediana de 38.052 $ mentre que les dones 26.957 $. La renda per capita de la població era de 17.424 $. Aproximadament el 6,7% de les famílies i el 8,5% de la població estaven per davall del llindar de pobresa.

## Poblacions properes
El següent diagrama mostra les poblacions més properes.